# شهروند اینترنتی

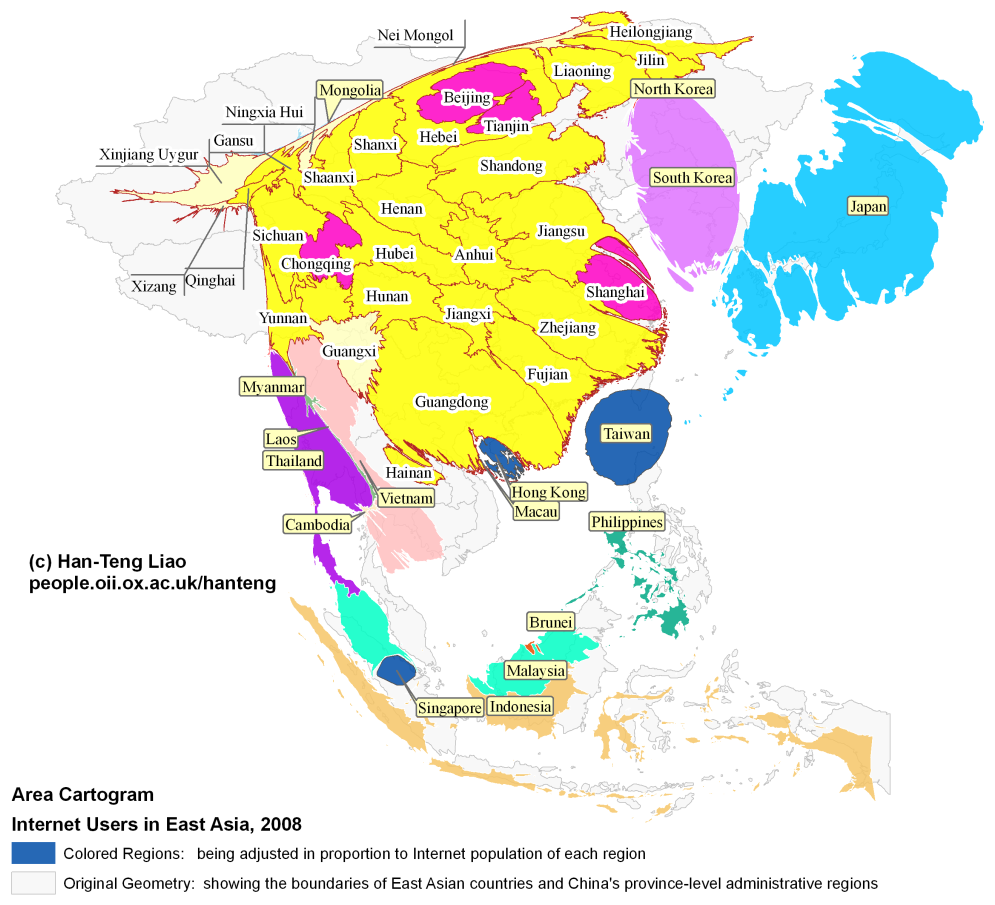
نقشه پراکندگی شهروندان اینترنتی

شهروند اینترنتی، شهروند سایبری یا نِت‌وَند (به انگلیسی: Netizen یا Cybercitizen) به کاربرانی از اینترنت گفته می‌شود که مشارکت فعالی در ارتباط‌های اینترنتی دارند و از آن به عنوان یک ابزار اجتماعی بهره می‌برند. این اصطلاح همچنین ممکن است برای اشاره به افرادی که تنها قصد گسترش و بهبود اینترنت را دارند نیز به کار رود.

## تاریخچه
این اصطلاح نخستین بار در اواخر دههٔ ۱۹۹۰ میلادی مطرح شد. مایکل و راندا هابن از نسختین کسانی بودند که این اصلاح را به این شکل به کار بردند. آن‌ها کار تحقیق و نوشتن در مورد تاریخچه و آثار اجتماعی شبکهٔ یوزنت را در اوایل دههٔ ۹۰ میلادی آغاز و نتایج تحقیق خود را در سال ۱۹۹۴ با عنوان «نِت‌وندان و دنیای اعجاب‌انگیز شبکه» به صورت آنلاین منتشر نمودند. مایکل هابن در فصل اول کتابی که با عنوان «نت‌وندان: دربارهٔ تاریخچه و اثر یوزنت و اینترنت» در ده‌سالگی اینترنت منتشر شد دربارهٔ شهروند اینترنت چنین می‌نویسد:

به قرن بیست و یکم خوش آمدید. شما یک نت‌وند (یک شهروند اینترنت) هستید و به لطف اتصالی جهانی که به کمک شبکه ممکن شده، به این نت‌وندی نایل آمده‌اید. اینجا، همه هموطن هستند. اگر چه به صورت فیزیکی در کشوری ساکن هستید، اما تک‌تک شبکه وندان جهان همسایه دیواربه‌دیوار شمایند و فاصله‌های جغرافیایی با حضور در فضای مجازی مشابه، جایگزین شده است.

به هابن که خود مدعی ابداع این اصلاح است آن را مشتق‌شده از عنوان یک گروه خبری اینترنتی به نام net.citizen معرفی می‌کند که برای اولین بار به اینترنت به صورت یک نهاد اجتماعی نگاه می‌کرد.

## واژه‌نامه
1. ↑  Netizens and the Wonderful world of the Net
2. ↑  Netizens: On the history and Impact of Usenet and the Internet